# Roger Ranoux
Roger Ranoux (n. 26 octombrie 1921, Lavilledieu⁠(d), Aquitaine, Franța – d. 9 iulie 2015, Saint-Astier, Aquitaine, Franța) este un politician francez  
În timpul celui de-al doilea război mondial, a participat la rezistență sub numele de "Hercule" și a devenit șef departamental al Forțelor Franceze de Interne din Dordogne. Din 1947 până în 1952, a fost secretar federal al Partidului Comunist Francez din Dordogne. 